# Años 1290
Los años 1280 o década del 1290 empezó el 1 de enero de 1290 y terminó el 31 de diciembre de 1299.

## Acontecimientos
- Celestino V sucede a Nicolás IV como papa en el año 1294.
- Bonifacio VIII sucede a Celestino V como papa en el año 1294.
- Cortes de Valladolid (1298)
- El reino de Lanna, del norte de Tailandia, conquista y anexa al reino Mon de Haripunchai.
- Nacimiento del Imperio Otomano de la mano de Osmán I, en 1299.